# Тиристор
Тиристорът (от гръцки тира-врата) е полупроводников електронен компонент. Тиристорът представлява управляем многослоен диод. Има нелинейна волт-амперна характеристика с две стабилни състояния (с ниска и висока проводимост) в права посока и притежава свойства на електрически вентил.
Наименованието тиристор идва от THYRatron и TransISTOR, поради факта, че обединява качества както на тиратрона, така и на транзистора.
Най-разпространените тиристори имат четирислойна р-n-p-n структура и три p-n-прехода. Тиристорите се използват като електронни ключове с които могат да се превключват електрически вериги с високо напрежение (500÷1000 V) и с големи токове (50÷500 А). Поради по-добрите си качества в сравнение с механичните прекъсвачи тиристорите намират приложение в пускови схеми, регулатори, токоизправители и т.н.

## Устройство и начин на работа
Вътрешната структура на тиристора съдържа четири слоя с различна дебелина – широк слой с p-проводимост (слой p1, анод), следван от много широк слой с n-проводимост (n1, аноден управляващ електрод), много тънък слой с p-проводимост (p2, катоден управляващ електрод) и широк слой с n-проводимост (n2, катод).
При подаване на напрежение между анода и катода (положително към анода и отрицателно към катода) преходите p1-n1 и p2-n2 са свързани в права посока, но протича само ток на утечка от обратно свързания преход n1-p2. С увеличаване на напрежението токът на утечка става достатъчно голям за да задейства транзисторен ефект през тънкия слой p2.

## Видове тиристори
Ако приборът няма управляващи електроди се нарича диоден тиристор (динистор). Ако приборът е с един управляващ електрод се нарича тринистор(или просто тиристор!).